# سببية (علم اجتماع)

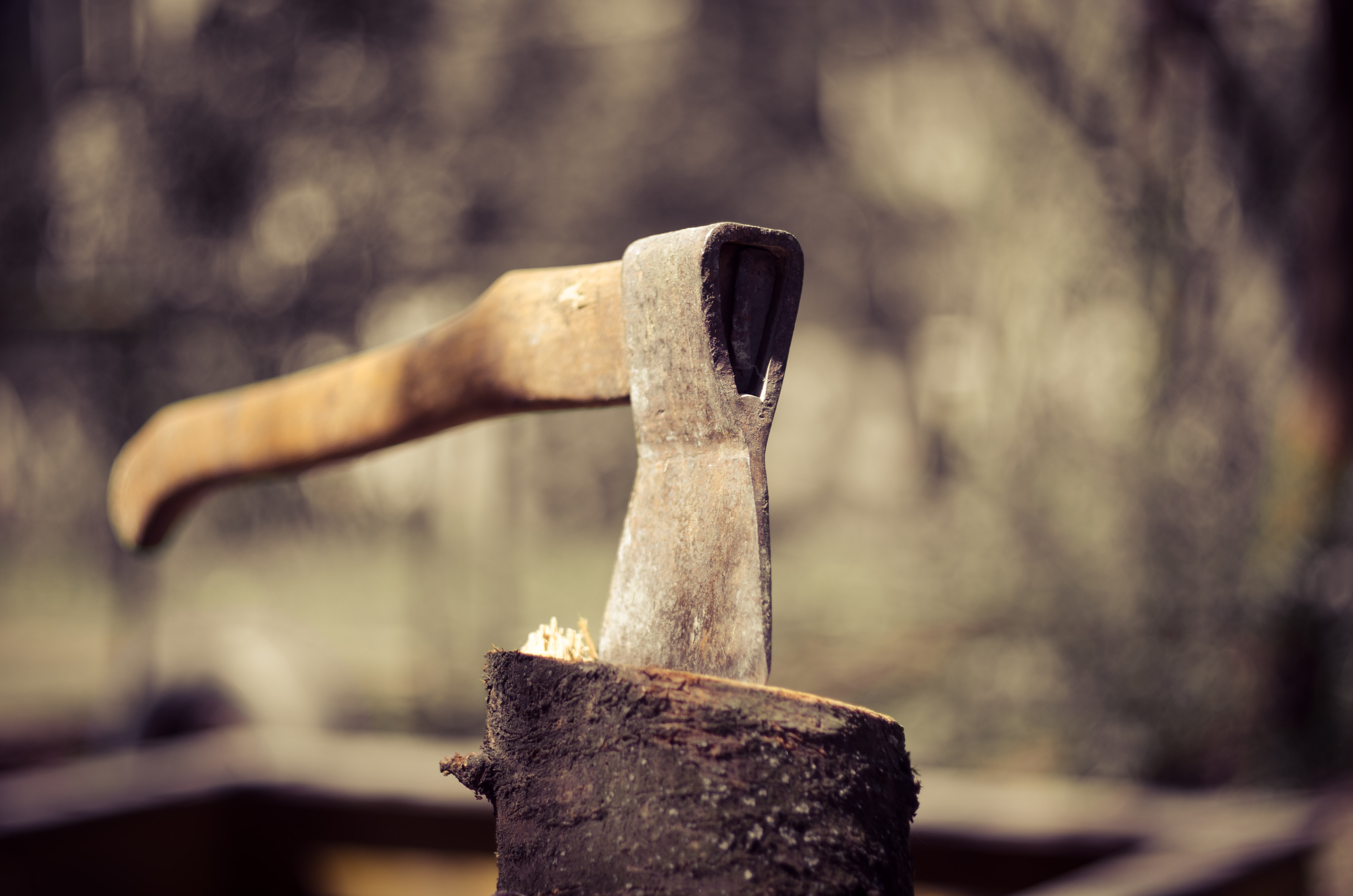
فأس حزين

السببية هي الاعتقاد بأن الأحداث تقع بطرق يمكن التنبؤ بها وأن كل حدث يؤدي إلى الآخر.
إذا كانت العلاقة بين المتغيرات حقيقية ومباشرة (أي أنه لا يوجد متغير ثالث يسبب التأثير)، فإن النظام الزمني يكون منضبطًا (السبب قبل التأثير) وتكون الدراسة طولية، ويمكن استخلاص أنها علاقة سببية.